# كنيسة مسروب المقدس (أراك)
كنيسة مسروب المقدس (بالفارسية: کلیسای مسروپ مقدس) هي كنيسة تاريخية تعود إلى عصر القاجاريين، وتقع في أراك.